# Max Hallbauer
Max Gustav Hallbauer (* 4. Dezember 1851 in Großbothen; † 9. Oktober 1918 in Dresden) war ein deutscher Jurist und Geheimer Rat.

## Leben und Wirken
Er war der Sohn des Pfarrers Detlev Ferdinand Maximilian Hallbauer und seiner Ehefrau Auguste Hallbauer geborene Hertel. Am 1. Februar 1878 trat er nach Beendigung der juristischen Studien und des Vorbereitungsdienstes beim Bezirksgericht Leipzig in den sächsischen Staatsdienst ein. Ab 1. April 1884 war er Landgerichtsrat in Leipzig und wurde am 1. April 1894 an das Oberlandesgericht Dresden berufen, wo er dem 7. Zivilsenat als Rat angehörte. Am 16. April 1898 wurde Hallbauer zum Oberjustizrat ernannt. Später war er Präsident des 2. Zivilsenats. Im Mai 1914 erhielt er den Titel Geheimer Rat verliehen. Nach knapp 46-jähriger Tätigkeit im Staatsdienst trat er am 30. März 1917 in den Ruhestand. Er starb im darauffolgenden Jahr und wurde auf den Johannisfriedhof in Tolkewitz beigesetzt.

## Familie
Hallbauer war verheiratet mit Maria Margaretha geborene Langbeim. Ihr 1887 geborener gemeinsamer Sohn Werner Hallbauer wurde ebenfalls Jurist und war zum Zeitpunkt des Todes seines Vaters als Gerichtsassessor tätig.

## Schriften (Auswahl)
- Die neuen gesetzlichen Vorschriften über den Handel mit Giften (Bundesratsbeschluß vom 29. Nov. 1894) nebst den bis jetzt erschienenen bundesstaatlich Verordnungen. Berger, Leipzig 1895.
- Die Königl. Preußische Gesetzgebung über die Landwirtschaftskammern. Berger, Leipzig 1895.
- Die Viehseuchengesetzgebung des Deutschen Reiches und des Königreichs Sachsen. Berger, Leipzig 1896.
- Das neue Verwandtenrecht des deutschen Bürgerlichen Gesetzbuches. Berger, Leipzig 1899.
- Das deutsche Testamentenrecht. 3. Aufl., Roßberg, Leipzig 1905.
- Das deutsche Hypothekenrecht ein Leitfaden durch das Hypothekenrecht und ein Hilfsbuch für alle, die sich mit Hypotheken zu befassen. Roßberg, Leipzig 1918.